# Рацухи
Рацухи (на полски: racuchy) е традиционно полско ястие от брашно, прясно или кисело мляко, мая и яйца.
Типичните рацухи са с големината на длан, пълнени с парченца ябълка, нарязани или настъргани (понякога с канела или карамфил), или с ревен или сливи. Има и по-екзотични вариации за Полша – с банан или сушени плодове. Сервират се поръсени с пудра захар, сметана или мармалад. В Подлясия се сервират на Бъдни вечер. Пържат се в тиган с олио. В Полша обикновено се ядат на обяд, вечеря или като следобедна закуска.
Друг вариант са картофените рацухи – приготвени от варени и пюрирани картофи, яйца (белтъците се разбиват до пяна), захар, малко сметана и масло. Традиционно пържени в свинска мас, картофените рацухи се поръсват с кристална захар и се сервират със сметана.